# Tirumala euploeomorpha
Tirumala euploeomorpha là một loài bướm giáp thuộc phân họ Danainae. Đây là loài đặc hữu của quần đảo Solomon.